# Roger Berry
Roger Leslie Berry, född 4 juli 1948, är en brittisk Labourpolitiker. Han var parlamentsledamot för valkretsen Kingswood 1992-2010. Han har varit lektor i nationalekonomi vid universiteten i Sussex, Bristol och Papua Nya Guinea.
Han var från 1997 en flitig rebell gentemot Labourregeringen.